# Zina
Zina  è un nome proprio di persona italiano femminile.

## Varianti
- Maschili: Zino[1][2]

## Origine e diffusione
Si tratta di una forma abbreviata di diversi nomi italiani, in primis Lorenzina e Vincenzina, ma anche Costanzina, Lucrezina, Maurizina, Ignazina e vari altri. Un nome identico è presente anche in russo (dove è abbreviazione di Zinaida o Zinovia) e in inglese (dove abbreviava Thomasina già dal XVII secolo, e ora ha un uso quasi identico a quello russo).
Negli anni Settanta, risultavano di questo nome circa tremila occorrenze (più due centinaia abbondanti del maschile), di cui la metà accentrate in Lombardia e le restanti disperse nel Nord Italia.

## Onomastico
L'onomastico si può festeggiare lo stesso giorno del nome di cui costituisce un'abbreviazione.

## Persone
- Zina Boniolo, mezzofondista italiana
- Zina Garrison, tennista statunitense
- Zina Goldrich, compositrice statunitense
- Zina Kocher, biatleta e fondista canadese

### Variante maschile Zino
- Zino Davidoff, imprenditore svizzero
- Zino Francescatti, violinista francese
- Zino Zani, calciatore italiano
- Zino Zini, scrittore, filosofo e accademico italiano